# Ladislav Křiváček
Ladislav Křiváček (13. září 1940 Praha – 17. března 1989 tamtéž) byl český divadelní a filmový herec.
Po absolvování DAMU roku 1963 nastoupil do Divadla E. F. Buriana, kde působil až do smrti a vytvořil desítky rolí. Vyznačoval se velmi temperamentním, cholerickým projevem a jedinečně řezanou tváří, pročež byl často obsazován i filmovými a televizními režiséry. Objevil se ve více než 80 filmech a řadě seriálů, ač většinou šlo jen o vedlejší nebo epizodní role, často různých psychicky narušených mužů. K jeho vrcholným výkonům před kamerou patří hlavní role v dramatu Zánik samoty Berhof (1983).